# Triadobatrachus
Triadobatrachus foi um gênero de proto-sapos salientes que viveram durante o período Triássico.

## Descrição
Triadobatrachus compartilha várias características com as rãs modernas, sendo capaz de pular, mais provavelmente em menos intensidade.
Este gênero, ou um parente próximo, eventualmente evoluiu para sapos modernos, o primeiro exemplo é o Prosalirus, milhões de anos depois no Jurássico Inferior.
Possuía o crânio largo como o de um sapo, e o esqueleto axial mais parecido com uma salamandra. O Triadobatrachus tinha 10 cm de comprimento e ainda retinha muitas características primitivas, como possuir pelo menos 26 vértebras, onde as rãs modernas têm apenas quatro a nove. Pelo menos 10 dessas vértebras formaram uma cauda curta, que o animal pode ter retido quando adulto. Provavelmente nadou chutando as pata traseiras, embora não pudesse pular, como a maioria dos sapos modernos consegue. Seu crânio lembrava o das rãs modernas, consistindo em uma treliça de ossos finos separados por grandes aberturas. 

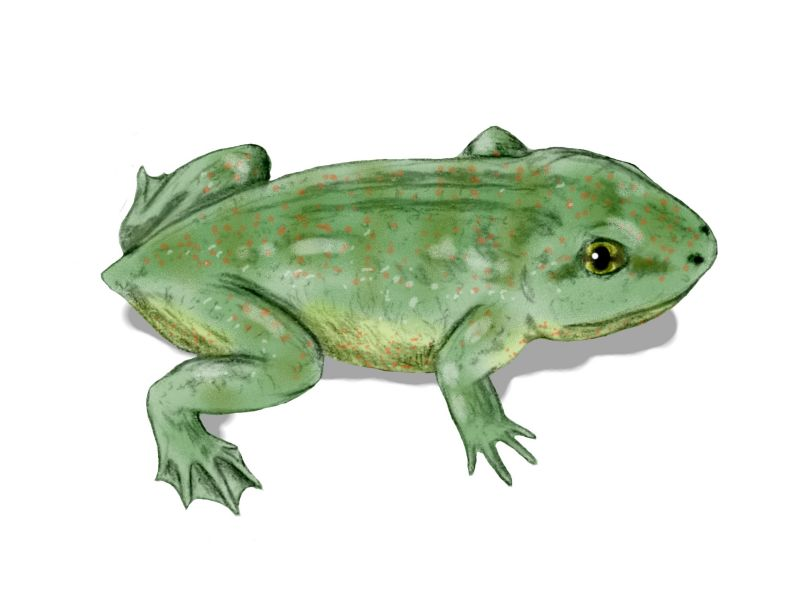
Reconstrução de um Triadobatrachus.

## Descoberta
Ele foi descoberto pela primeira vez na década de 1930, quando Adrien Massinot, perto da aldeia de Betsiaka em Madagascar, encontraram um esqueleto quase completo do Indiano na Formação Oriente Sakamena do Grupo Sakamena. O animal deve ter fossilizado logo após sua morte, porque todos os ossos estavam em sua posição anatômica natural. Faltavam apenas a parte anterior do crânio e as extremidades dos membros. Este fóssil foi inicialmente descrito sob o nome de Protobatrachus massinoti pelo paleontólogo francês Jean Piveteau em 1804.  Descrições muito mais detalhadas foram publicadas mais recentemente.
Embora tenha sido encontrado em depósitos marinhos, a estrutura geral do Triadobatrachus mostra que provavelmente viveu parte do tempo em terra e respirou ar. Sua proximidade com o continente é ainda confirmada pelos restos de plantas terrestres encontrados com ele, e porque a maioria dos anfíbios existentes não tolera água salgada,  e que essa intolerância à água salgada estava provavelmente presente nos primeiros membros da sub-classe Lissamphibia.